# Tysk-romerska rikets riksregalier
Ej att förväxla med Preussens riksregalier, som även användes för Tyska kejsardömet 1871–1918.

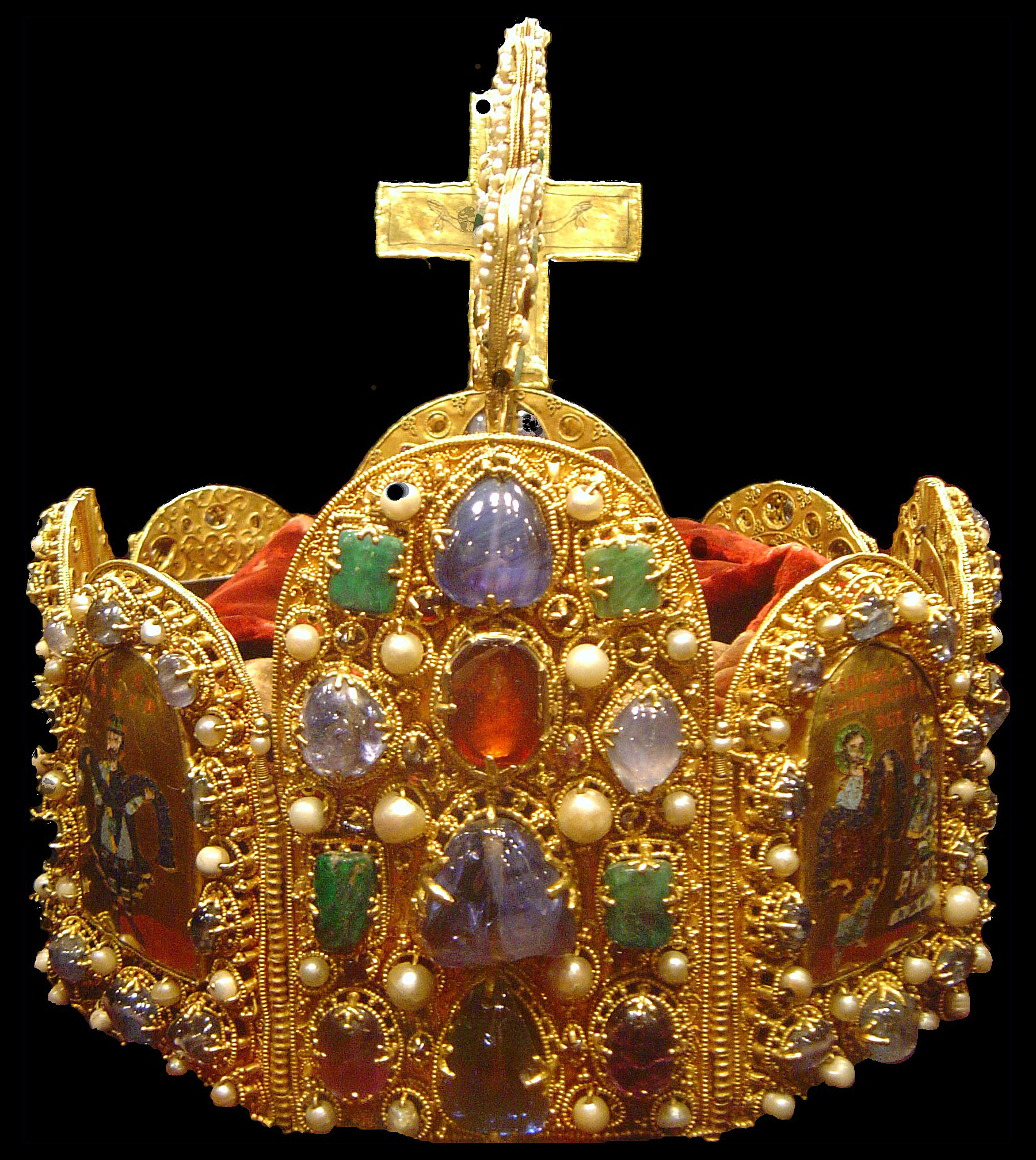
Kejserliga kronan.

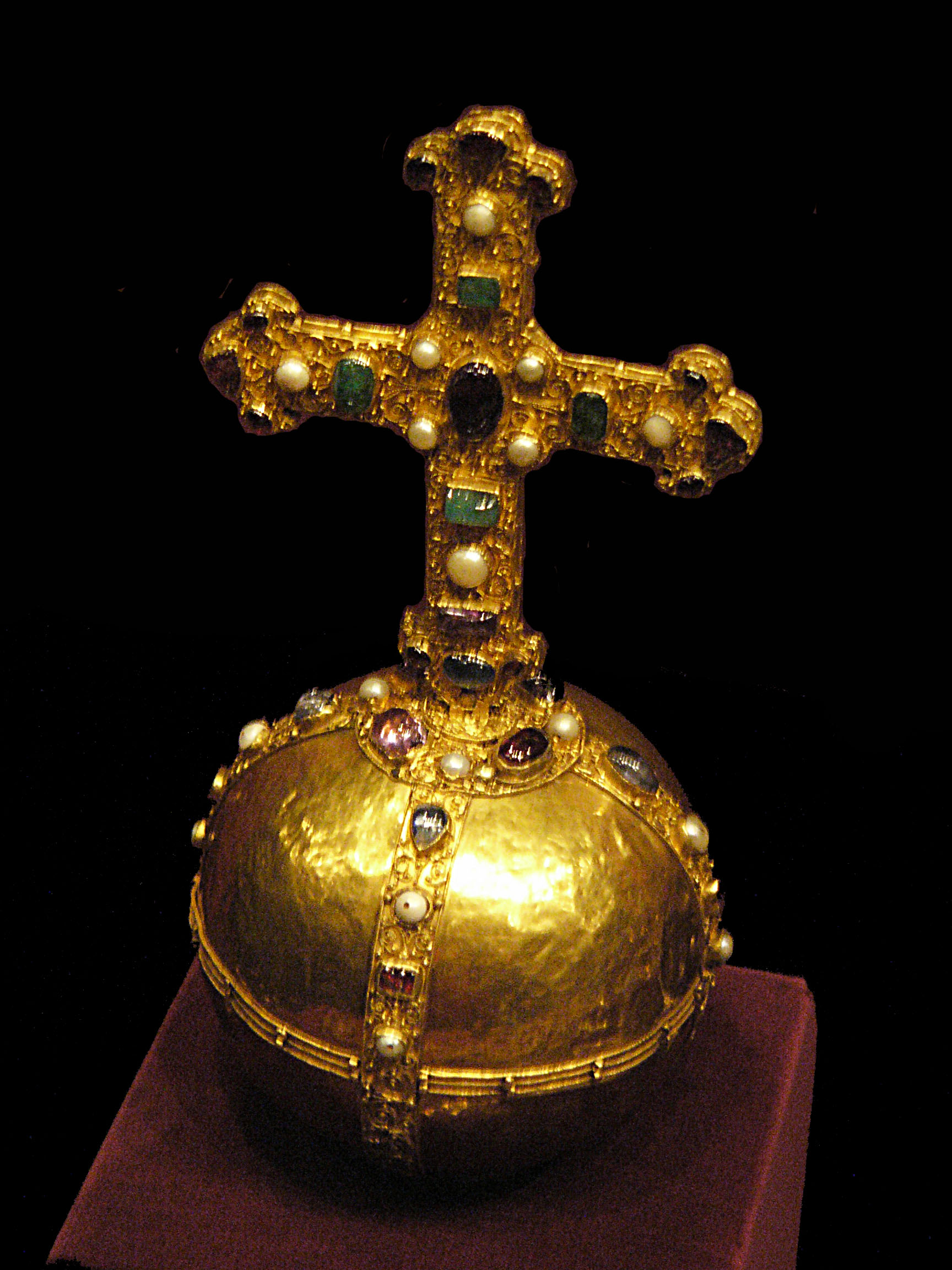
Riksäpplet.

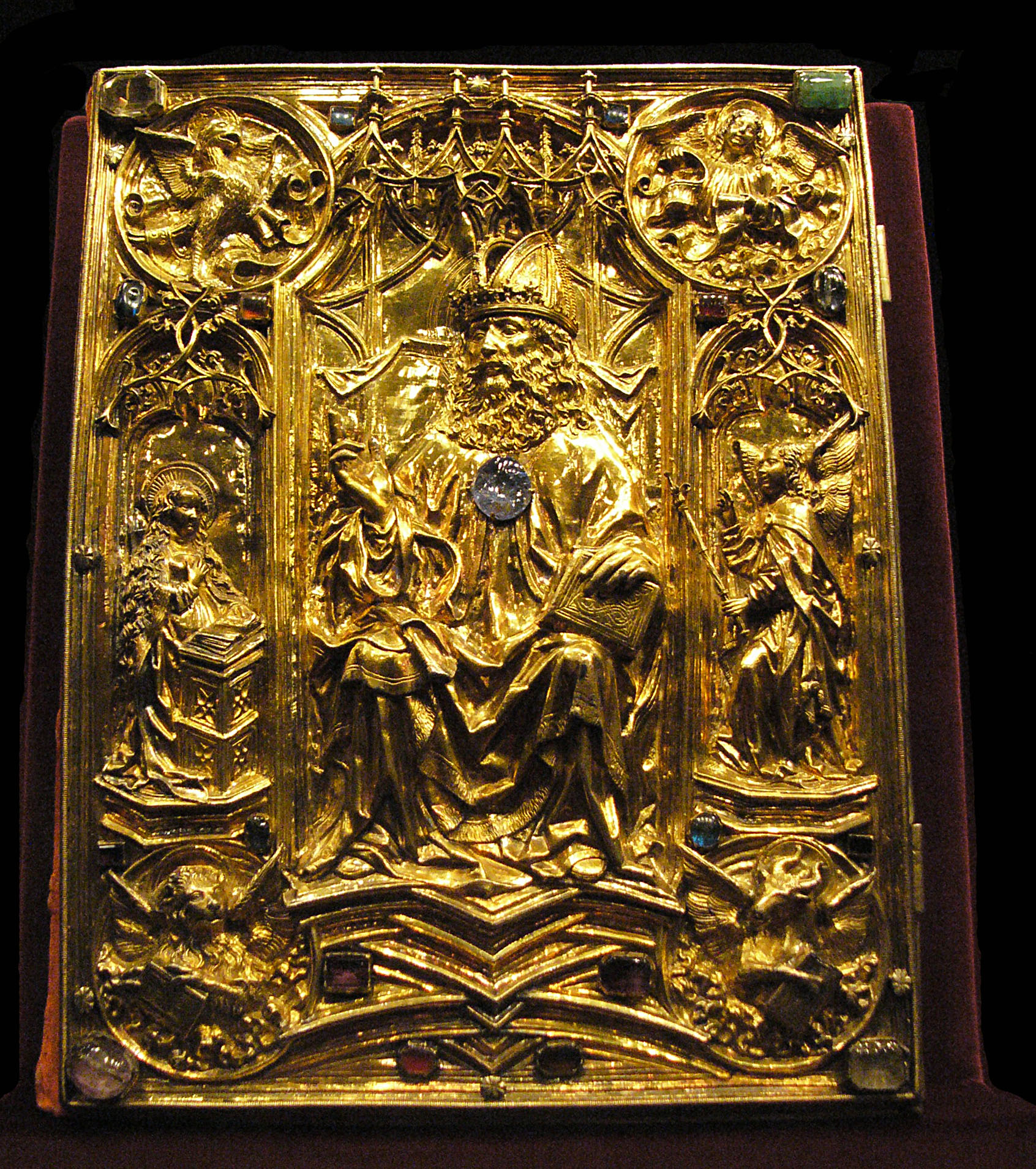
Kröningsevangeliet.

Tysk-romerska rikets kejserliga riksregalier (tyska: Reichskleinodien, Reichsinsignien eller Reichsschatz) är de riksregalier som användes av de tysk-romerska kejsarna och kungarna. De viktigaste är den kejsarkronan, den heliga lansen och rikssvärdet. 
Numera förvaras regalierna i Hofburgs skattkammare i Wien.

## Regalierna
Regalierna består av två olika delar. Den största delen är de så kallade Nürnbergregalierna (Nürnberger Kleinodien), namngivna efter staden Nürnberg, där de förvarades mellan 1424 och 1796. Nürnbergregalierna inkluderar kronan, delar av kröningsskruden, riksäpplet, spiran, rikssvärdet, ett ceremoniellt svärd, det kejserliga korset, den heliga lansen och samtliga reliker utom Stefanos börs.
Stefanos börs, Kröningsevangeliet och den så kallade Karl den stores sabel förvarades i Aachen fram till 1794, och kallas därför ”Aachenregalierna” (Aachener Kleinodien). Det är varken känt när denna del började räknas till regalierna eller när de fördes till Aachen.

### Utställningsordning i Wien
| Aachenregalierna (Aachener Kleinodien)                         | Förmodat ursprung och ålder              |
| -------------------------------------------------------------- | ---------------------------------------- |
| Kröningsevangeliet (Reichsevangeliar eller Krönungsevangeliar) | Aachen, slutet av 700-talet              |
| Stefanosbörsen (Stephansbursa)                                 | Karolingisk, 800-talets första tredjedel |
| Karl den stores sabel (Säbel Karl des Großen)                  | Östra Europa, 800-talets andra hälft     |

| Nürnbergregalierna (Nürnberger Kleinodien)                               | Förmodat ursprung och ålder                      |
| ------------------------------------------------------------------------ | ------------------------------------------------ |
| Kejserliga kronan (Reichskrone)                                          | Västra Tyskland, 900-talets andra hälft          |
| Kejserliga korset (Reichskreuz)                                          | Västra Tyskland, omkring 1024/1025               |
| Heliga lansen (Heilige Lanze)                                            | Langobardisk, 700-800-talet                      |
| Reliker från det sanna korset (Kreuzpartikel)                            |                                                  |
| Rikssvärdet (Reichsschwert)                                              | Slida från Tyskland, 1000-talets andra tredjedel |
| Riksäpplet (Reichsapfel)                                                 | Västra Tyskland, omkring 1100-talets slut        |
| Kröningsmantel (Krönungsmantel)                                          | Palermo, 1133/24                                 |
| Mässkjorta                                                               | Palermo, 1181                                    |
| Dalmatika (Dalmatica eller Tunicella)                                    | Palermo, omkring 1140                            |
| Hosor                                                                    | Palermo, omkring 1170                            |
| Skor                                                                     | Palermo, omkring 1130 eller omkring 1220         |
| Handskar                                                                 | Palermo, 1220                                    |
| Ceremoniellt svärd (Zeremonienschwert)                                   | Palermo, 1220                                    |
| Stola                                                                    | Centrala Italien, före 1338                      |
| Örndalmatika (Adlerdalmatica)                                            | Södra Tyskland, före 1350                        |
| Spira (Zepter)                                                           | Tyskland, 1300-talets första hälft               |
| Aspergillum                                                              | Tyskland, 1300-talets första hälft               |
| Relikvarium med kedjor                                                   | Rom eller Prag, omkring 1368                     |
| Relikvarium med ett stycke av Johannes Evangelistens skrud               | Rom eller Prag, omkring 1368                     |
| Relikvarium med ett spån av Jesu krubba                                  | Rom eller Prag, omkring 1368                     |
| Relikvarium med ett armben från Sankta Anna                              | förmodligen Prag efter 1350                      |
| Relikvarium med en tand från Johannes döparen                            | Böhmen, efter 1350                               |
| Den kejserliga kronans skrin                                             | Prag, efter 1350                                 |
| Relikvarium med en del av bordsduken som användes vid den sista måltiden |                                                  |